# Port lotniczy Soko
Port lotniczy Soko (IATA: BDK, ICAO: DIBU) – port lotniczy położony w Bondoukou, w regionie Zanzan, w Wybrzeżu Kości Słoniowej.